# رأس مالياس

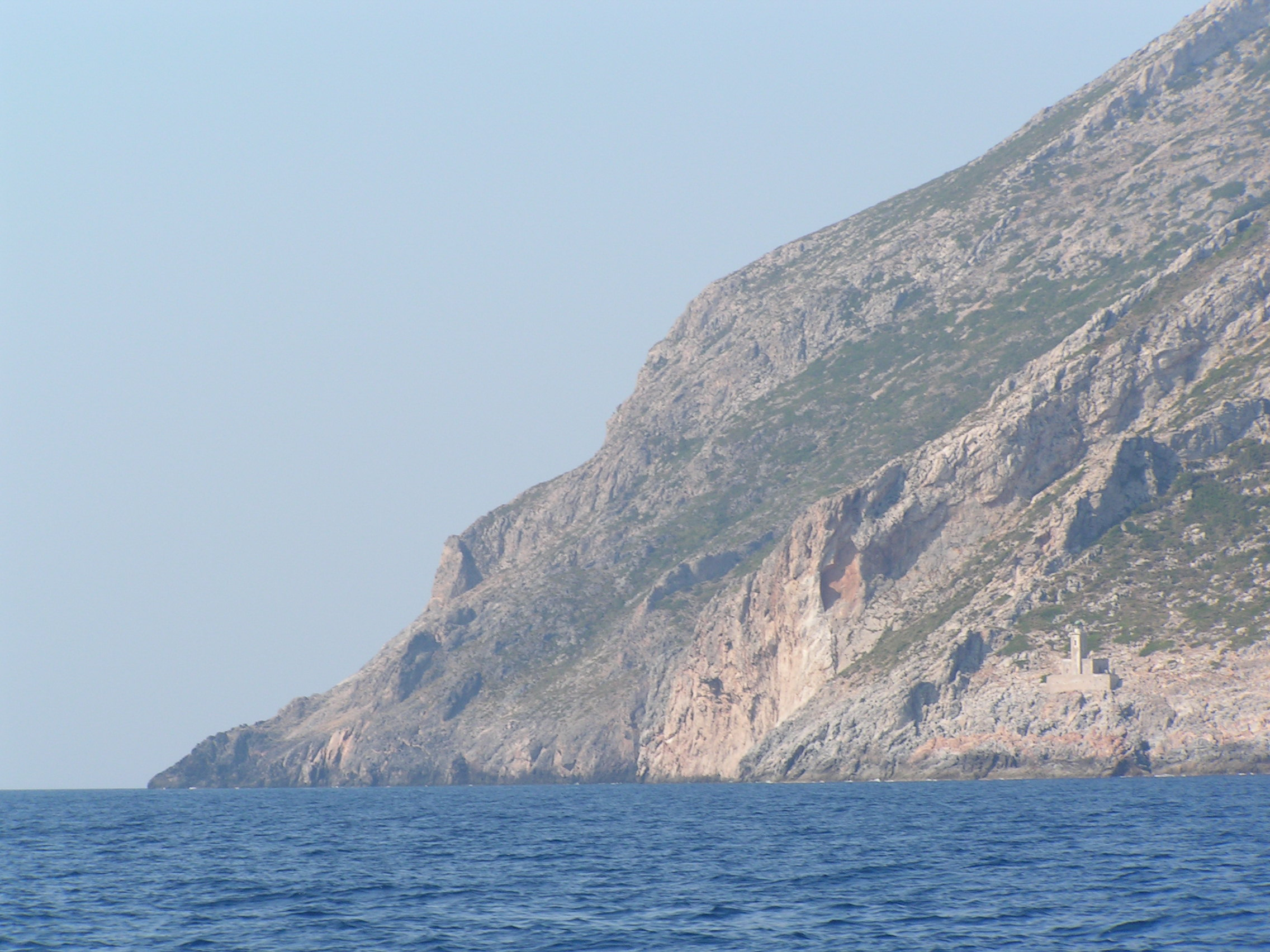
رأس مالياس معروف بطقسه المتقلب. لاحظ المنارة في المقدمة إلى اليمين.

رأس ماليس (باليونانية: Ακρωτήριον Μαλέας)‏ هي شبه جزيرة في جنوب شرق بيلوبونيز في اليونان. تفصل شبه الجزيرة خليج لاكونيا في الغرب عن بحر إيجه في الشرق. هي ثاني أكبر نقطة في جنوب اليونان بعد رأس ماتابان وكان فيها واحدة من أكبر المنارات في البحر الأبيض المتوسط. وتتميز بطقس متقلب وعواصف قوية أحيانًا.

## جغرافية

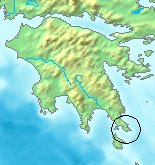
تضاريس رأس مالياس.

يقع رأس مالياس في الوحدة الإقليمية لاكونيا. تغطي بلدية مونيمفاسيا شبه الجزيرة بأكملها وجزءًا من الساحل الشرقي. وتقع بلدية بويس (باليونانية: Βοιές)‏ في أقصى جنوب شبه الجزيرة وتعد نيبولي فويون أكبر مدينة في شبه الجزيرة.
تقع جزيرة يلفيسنوس غرب شبه جزيرة رأس مالياس وتشتهر بشواطئها الرملية.

## التاريخ
كانت هذه المنطقة في العصور القديمة منطقة شحن مزدحمة وواحدة من الطرق الرئيسية للعبور من شمال شرق البحر الأبيض المتوسط إلى غربه. كانت شبه الجزيرة سيئة السمعة بسبب طقسها السيء واكتسبت شهرة كبيرة بسبب ذكرها في الأوديسة. يصف هوميروس كيف أن أوديسيوس في طريق عودته إلى منزله في إيثاكا قرر ان يلتف حول رأس مالياس ليخرج عن مساره مما أدى إلى ضياعه لمدة تصل إلى عشر سنوات.
تراجعت أهمية شبه الجزيرة مع افتتاح قناة كورنث والتي سمحت للسفن بتجاوز البيلوبونيز بدلاً من الالتفاف حولها. ومع ذلك لا تزال شبه الجزيرة تشهد حركة نقل بحري كبيرة لأن قناة كورنث يمكنها فقط استيعاب سفن يقل عرضها عن 21 مترًا.
في الحرب العالمية الثانية بدأت قوات الاحتلال الألمانية ببناء برج عسكري للدفاع ومراقبة ممر الشحن الرئيسي وقد توقف البناء مع انتهاء الاحتلال الألماني في عام 1944.